# تلعثم سريع
التلعثم السريع او الهَذْرَمَة هو اضطراب في الكلام والاتصال يتميز بسرعة الكلام، وإيقاع غير منتظم، وسوء البنية اللغوية أو القواعد النحوية، مما يجعل الكلام يصعب فهمه.

## التصنيف
التلعثم السريع هو اضطراب الكلام والاتصال الذي تم وصفه أيضًا بأنه اضطراب الطلاقة.
وهو محدد على النحو التالي:

## العلامات والأعراض
غالبًا ما يُطبق التلعثم بشكل خاطئ كمصطلح شائع يشير إلى أي عدم طلاقة. كما أنه غالبًا ما يُطبق بشكل غير صحيح على عدم الطلاقة الطبيعي بدلاً من عدم الطلاقة الناتج عن اضطراب. يُظهر الكلام المتلعثم من قبل المتحدثين العاديين، وغالبًا ما يشار إليه بالتلعثم. وهذا صحيح بشكل خاص عندما يكون المتحدث متوترًا، حيث يشبه الكلام العصبي الهذرمة أكثر من التلعثم.
يُخلط التلعثم السريع في بعض الأحيان مع التلعثم. كلا اضطرابي الاتصال يقطعا التدفق الطبيعي للكلام، لكنهما مختلفان. يتمتع المتلعثم بنمط متماسك من الأفكار، لكن قد يواجه صعوبة في التعبير عن هذه الأفكار صوتيًا؛ على العكس من ذلك، لا يواجه المتلعثم السريع أي مشكلة في وضع الأفكار في كلمات، لكن هذه الأفكار تصبح غير منظمة أثناء الكلام. يؤثر التلعثم السريع ليس فقط على الكلام، بل أيضًا على أنماط التفكير، والكتابة، والطباعة، والمحادثة.
عادة ما يكون المتلعثمون غير سائغين في الأصوات الأولية، عند البدء في الكلام، ويصبحون أكثر سلاسة نحو نهاية التعبيرات. على العكس من ذلك، يكون المتلعثمون السريعون أكثر وضوحًا في بداية التعبيرات، لكن معدل كلامهم يزداد وتقل وضوحهم نحو نهاية التعبيرات. يتميز التلعثم بالسلوك النضالي، مثل عضلات إنتاج الكلام المفرط التوتر. أما التلعثم السريع، فهو سهل المجهود. كما يتميز التلعثم السريع بالكلام غير الواضح، خاصة الحروف / ر/ و/ ل/ المُسقطة أو المشوهة؛ والكلام الأحادي النبرة الذي يبدأ بصوت عالٍ وينتهي بالهمس.

وصف شخص يعاني من التلعثم السريع والشعور المرتبط بها:
"أشعر وكأن 1) حوالي عشرين فكرة تنفجر في ذهني في وقت واحد، وأحتاج إلى التعبير عن جميعها. 2) عندما أحاول طرح وجهة نظر، أتذكر للتو شيئًا كان يجب أن أقوله، حتى يفهم الشخص، وأحتاج إلى مقاطعة نفسي لأقول شيئًا كان يجب أن أقوله من قبل. و3) أنني بحاجة إلى مراجعة الجمل التي أعمل عليها باستمرار، لأقولها بشكل صحيح."

## التشخيص التفريقي
غالبًا ما يمكن الخلط بين التلعثم السريع ومختلف اضطرابات اللغة، والاضطرابات التعلمية، واضطراب فرط الحركة ونقص الانتباه (ADHD). يعاني الأشخاص المصابون بالتلعثم السريع غالبًا من صعوبات في القراءة والكتابة، خاصة الكتابة غير المنظمة والمتشابكة، والتي تدمج الأفكار والمساحة بشكل سيئ. ويمكن أن يحدث مع مرض باركنسون.

## العلاج
الأهداف المشتركة للعلاج من التلعثم السريع تشمل: إبطاء معدل الكلام، وتعزيز المراقبة، واستخدام المفصل الواضح، واستخدام لغة مقبولة ومنظمة، والتفاعل مع المستمعين، والتحدث بشكل طبيعي، والحد من التلعثم المفرط.
يمكن أن يساعد إبطاء معدل الكلام في العديد من أعراض التلعثم السريع، ويمكن تحقيقه بعدة طرق مختلفة. من المهم ألا يزعج أخصائيو النطق واللغة عملاءهم باستمرار "لتبطئوا"، لأن هذا لا يساعد ويمكن أن يعيق بالفعل التقدم. بالإضافة إلى ذلك، من المهم أن نتذكر أن معدل الكلام يزداد غالبًا عند زيادة الإثارة العاطفية أو الإجهاد. بدلاً من التذكيرات اللفظية المستمرة، قد يستخدم الأخصائيون مجموعة من ردود الفعل السمعية المؤجلة(DAF)، أو إعطاء "تذاكر السرعة" (تذكيرات مكتوبة لإبطاء الكلام)، أو تسجيل الكلام وجعل المرضى يكتبونها، مع كتابة الأماكن والفواصل اللازمة.
العديد من الأشخاص الذين يعانون من التلعثم السريع غير قادرين أو غير راغبين في التفكير في كلامهم، خاصة في الكلام العادي. تتطلب استراتيجيات إبطاء الكلام مراقبة دقيقة للكلام، الأمر الذي يمكن أن يكون صعبًا للغاية بالنسبة لأولئك الذين يعانون من التلعثم السريع. يُستخدم الخيال والملاحظة الدقيقة لزيادة المراقبة. على سبيل المثال، قد يُطلب من شخص بالغ يعاني من التلعثم السريع أن يتصور نفسه يتحدث ببطء ووضوح قبل أن يتحدث بالفعل. بالإضافة إلى ذلك، يمكن استخدام التسجيلات المرئية والصوتية لإظهار أولئك الذين يعانون من التلعثم السريع حيث يبدأ التواصل في الانهيار في كلامهم.
بشكل عام، يجب أن يؤدي إبطاء معدل الكلام أو مراقبته بشكل أكثر فعالية إلى وضوح التعبير. ومع ذلك، إذا لم يحدث ذلك، يلزم علاج إضافي. تتضمن استراتيجيات علاج التعبير هذه ممارسة جمل قصيرة مع "التعبير الزائد"، وهو كلام غير طبيعي ولكنه صحيح من الناحية الفنية. القراءة بكلمات متعددة المقاطع والتركيز على تضمين كل صوت هي استراتيجية أخرى لتحسين التعبير.
بعض الأفراد الذين يعانون من التلعثم السريع سيحتاجون إلى مساعدة في تعلم سرد القصص بشكل منطقي ومتسلسل. يمكن مساعدتهم في ذلك من خلال تعلم كيفية بدء الروايات بجمل بسيطة قصيرة، والانتقال ببطء إلى جمل أطول وأكثر تعقيدًا. بالإضافة إلى ذلك، قد يقوم الأطباء بكتابة كلام المريض المتلعثم ليريه الجمل الطويلة والمتشابكة، ثم يطلبون منه ذكر المعلومات الضرورية والأكثر أهمية فقط في المقطع. تشمل الاستراتيجيات الإضافية التي قد تساعد الأشخاص الذين يعانون من التلعثم السريع التحقق من الفهم، والتأكد من فهمهم لأي إشارات غير لفظية أو بدائل الدور في المحادثة، وتقليد نماذج الكلام التي يقدمها الأطباء لتحسين الكلام الطبيعي، وعلاج أي تلعثم قد يحدث بالتزامن مع الفوضى في الكلام. هذان اضطرابان منفصلان، ولكن العديد من الأشخاص الذين يعانون من التلعثم السريع يتلعثمون أيضًا.

## التاريخ
كان باتاروس ملكًا ليبيًا أسطوريًا كان يتحدث بسرعة وبشكل غير مرتب. قيل إن الآخرين الذين تحدثوا مثله كانوا يعانون من التَأْتَأَة. هذا هو أقدم سجل لاضطراب الكلام "التلعثم السريع".
في الستينيات من القرن الماضي، كان التلعثم السريع يُطلق عليه اسم "التشيفيميا"، وهي كلمة مشتقة من اليونانية وتعني "الكلام السريع". لم تعد هذه الكلمة تستخدم لوصف التلعثم السريع لأن الكلام السريع ليس عنصرًا مطلوبًا في التلعثم السريع.
وصف ديسو فايس التلعثم السريع بأنه "التجلي الخارجي للاختلال اللغوي المركزي".
أقيم المؤتمر العالمي الأول حول التلعثم السريع في مايو 2007 في رازلوغ، بلغاريا. شارك فيه أكثر من 60 مشاركًا من أمريكا الشمالية وأوروبا والشرق الأوسط وآسيا.

## المجتمع والثقافة
ادعى وايس أن باتروس، ديموستيني، بريكليس، جستينيان الأول، أوتو فون بسمارك وونستون تشرشل كانوا يعانون من التلعثم السريع. يقول عن هؤلاء الأشخاص: "كان كل واحد من هؤلاء المساهمين في تاريخ العالم ينظر إلى العالم بشكل كلي، ولم ينحرف عن انتباهه المبالغ فيه للتفاصيل الصغيرة. ربما لذلك، تفوقوا بسبب، وليس على الرغم من، فوضاهم".

## روابط خارجية
- سريع جدًا بحيث لا يمكن وصفه بالكلمات: تفسيرات سهلة ونصائح للعلاج والتكيف
- الفوضى: بعض الإرشادات
- نظرة عامة على الفوضى
- صفحة جمعية التخلص من الفوضى الدولية
- مقالة محدثة حول الفوضى في ASHA
- عرض تقديمي من ISAD حول تجربة التخلص من الفوضى
- تقييم شدة الازدحام بمساعدة الكمبيوتر